# Cloaque comportemental
Pour les articles homonymes, voir Cloaque.
Le puits comportemental (behavioral sink), ou cloaque comportemental  est un concept développé par l'éthologue John B. Calhoun en 1962 : c'est « la résultante de tout processus qui regroupe des animaux en nombre anormalement élevé ».
Le choix de cloaque (lieu destiné à recevoir les immondices) pour l'anglais sink traduit le développement de pathologies comportementales dans les groupes observés et semble issu de la traduction d'un ouvrage de Edward T. Hall. Les animaux mis en situation de surpopulation anormale sont plus agressifs ; des perturbations sexuelles et sociales apparaissent.
En 1958, l'éthologue John B. Calhoun mena des expériences de surpopulation chez les rats, sur un terrain agricole à Rockville, Maryland, USA, d'où le nom d'expérience de Rockville. Elles débouchèrent sur la publication dans Scientific American d'une étude de comportement dans des conditions de surpeuplement. Cette étude a eu une influence considérable et elle est un des fondements de la sociologie urbaine et de la psychologie en général. 
Calhoun a fourni une cage à des rats avec de la nourriture et de l'eau en quantité suffisante pour soutenir toute augmentation de la population. En revanche la cage avait une taille jugée suffisante pour seulement 50 rats. La population a culminé à 2200 rats pour une surface au sol de 6,58 m² et, par la suite, a montré une variété de comportements anormaux, souvent destructeurs. Sa conclusion était que l'espace lui-même est une nécessité. Des études ultérieures impliquant les humains ont montré que ce n'est pas le simple manque d'espace qui provoque ce phénomène. C'est la nécessité pour les membres de la communauté d'interagir entre eux. Lorsque les interactions forcées dépassent un certain seuil, les normes sociales cèdent. Ainsi la densité sociale apparaît-elle plus déterminante que la densité spatiale géométrique.
Les effets notables de ce phénomène comportemental comprennent l'hyper-agressivité, la carence d'élevage des jeunes, le cannibalisme infantile, l'augmentation de la mortalité à tous les âges et les déviances sexuelles. Souvent, la population culmine puis s'effondre. Les troubles physiques, mentaux, psychosomatiques et alimentaires s'accroissent. 
Au-delà d'une certaine densité de population, ils cessent de se comporter comme des rats et le changement est permanent. Dans son étude publiée en 1962, Calhoun décrit ainsi le comportement des rats :

« Lorsqu'une population de rats de laboratoire est laissée libre de s'accroître sans limites dans un espace délimité, les rats développent des comportements extrêmement anormaux pouvant mener à l'extinction de la population. […]
De nombreuses rates furent incapables de mener leur grossesse à terme ou de survivre à leur mise bas. Un nombre encore plus grand, après avoir donné naissance avec succès, échouèrent à remplir leurs fonctions maternelles. Chez les mâles, les troubles du comportement allaient de la déviation sexuelle jusqu'au cannibalisme, et de l'hyperactivité frénétique jusqu'au retrait pathologique, dont les individus émergeaient seulement pour manger, boire et se déplacer, et ce uniquement lorsque les autres membres de la communauté dormaient. L'organisation sociale était tout autant perturbée. […]
La source commune de telles perturbations fut mise en évidence avec les populations de la première série de trois expériences, au cours desquelles nous avons observé le développement de ce que nous avons dénommé un "cloaque comportemental". Les animaux s'entassaient ensemble en grand nombre dans un seul des quatre enclos interconnectés où résidait la colonie. Jusqu'à 60 des 80 rats de chaque population expérimentale se rassemblaient dans un enclos pendant les périodes d'alimentation. Les rats seuls mangeaient rarement, sauf en compagnie d'autres rats. En conséquence, une surpopulation s'est développée dans l'enclos dédié à l'alimentation, laissant des populations clairsemées dans les autres enclos. […]
Dans les expériences dans lesquelles le cloaque comportemental s'est développé, la mortalité infantile a atteint 96 % parmi les groupes les plus désorientés de la population. »

— John B. Calhoun, Population Density and Social Pathology